# 竹腰正信
竹腰 正信（たけのこし まさのぶ）は、安土桃山時代から江戸時代初期にかけての武将。美濃国今尾藩初代当主。尾張藩附家老を務めた竹腰家の祖。初代尾張藩主・徳川義直の異父兄。

## 生涯
天正19年（1591年）、竹腰正時の長男として誕生。母はお亀の方（志水宗清の娘）。
文禄3年（1594年）に母・お亀の方が徳川家康の側室となり、文禄4年（1595年）に仙千代（早世）、慶長5年（1600年）に五郎太丸（後の徳川義直）を生むと、正信も召し出されて近仕し、文禄6年（1601年）に甲斐国に5,000石を与えられる。
江戸幕府初代将軍・徳川家康が大御所となって駿府に移ると本多正純・安藤直次・成瀬正成とともに側近となり、慶長12年（1607年）には成瀬と共に尾張藩主となった義弟・義直の後見に任じられる。尾張に5,000石を加増されて1万石を領し、慶長16年（1611年）には従五位下・山城守に叙任されたほか、死去した平岩親吉に代わって22歳で尾張藩の執政に任じられ、名古屋城の普請を監督した。
慶長17年（1612年）には2代将軍・徳川秀忠の御前で砲術の腕前を披露し、褒美として1万石を賜り、元和5年（1619年）には主君・義直から1万石を加増されて都合3万石を領し、美濃国今尾を居所とした。これが後の今尾藩となる。
正保2年（1645年）、死去。以降、竹腰家は成瀬家とともに、幕末まで尾張藩の附家老を務める家柄となる。

## 系譜
父母
- 竹腰正時（父）
- お亀の方 ー 志水宗清の娘（母）

正室
- 春 ー 大久保忠隣の養女[2]

子女
- 竹腰成方（長男）
- 竹腰正晴（次男）
- 竹腰正辰（三男）
- 石川正光継室